# 宮坂醸造
宮坂醸造株式会社（みやさかじょうぞう）は、長野県諏訪市に本社を持つ酒類メーカー。諏訪五蔵のひとつ｡

## 沿革

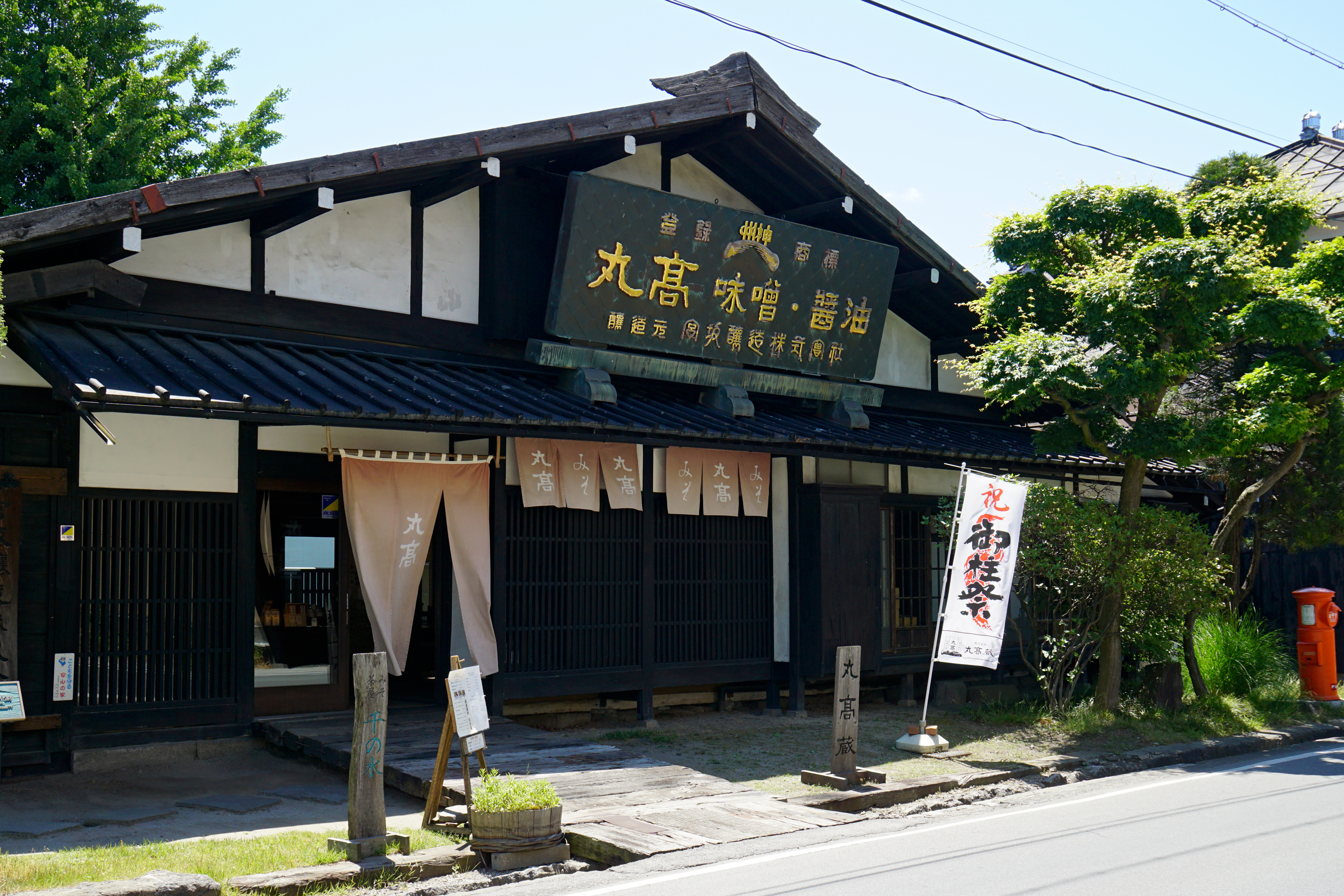
宮坂醸造丸高工場（現在は神州一味噌本店）

- 1662年（寛文2年） - 信濃国諏訪郡上諏訪町（現在の長野県諏訪市）にて酒造業として創業。
- 1916年（大正5年） - 長野県諏訪郡上諏訪町（現在の諏訪市）に丸高工場を設立し、味噌・醤油の製造を開始。
- 1932年（昭和7年） - 東京府東京市（現在の東京都中野区）に味噌工場を設立。
- 1933年（昭和8年） - 20代宮坂伊兵衛により宮坂醸造株式会社を設立、法人化。
- 1946年（昭和21年） - 大蔵省醸造試験場の山田正一博士が諏訪蔵において採取された真澄酵母を「協会7号」と命名した。
- 1973年（昭和48年） - 東京都東久留米市に東久留米工場を設立。
- 1978年（昭和53年） - 山梨県甲府市に甲府工場を設立。
- 1982年（昭和57年） - 真澄富士見蔵設立。
- 2007年（平成19年） - 酒類事業会社と食品事業会社を分社。
- 2012年（平成24年） - 創業350周年。

## 事業所

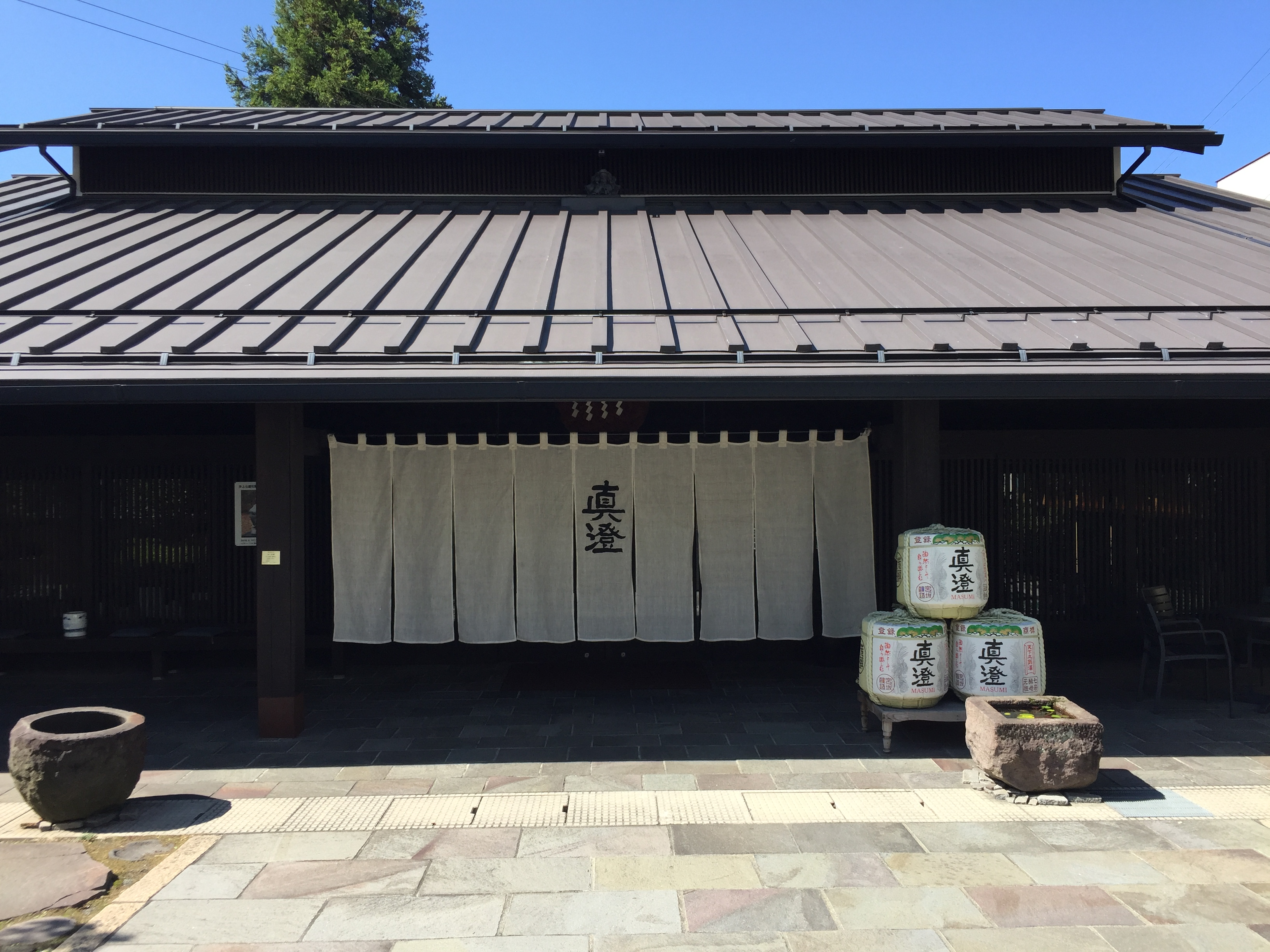
蔵元ショップ セラ真澄

- 本社・諏訪蔵（長野県諏訪市）
- 富士見蔵（長野県諏訪郡富士見町）

## 商品

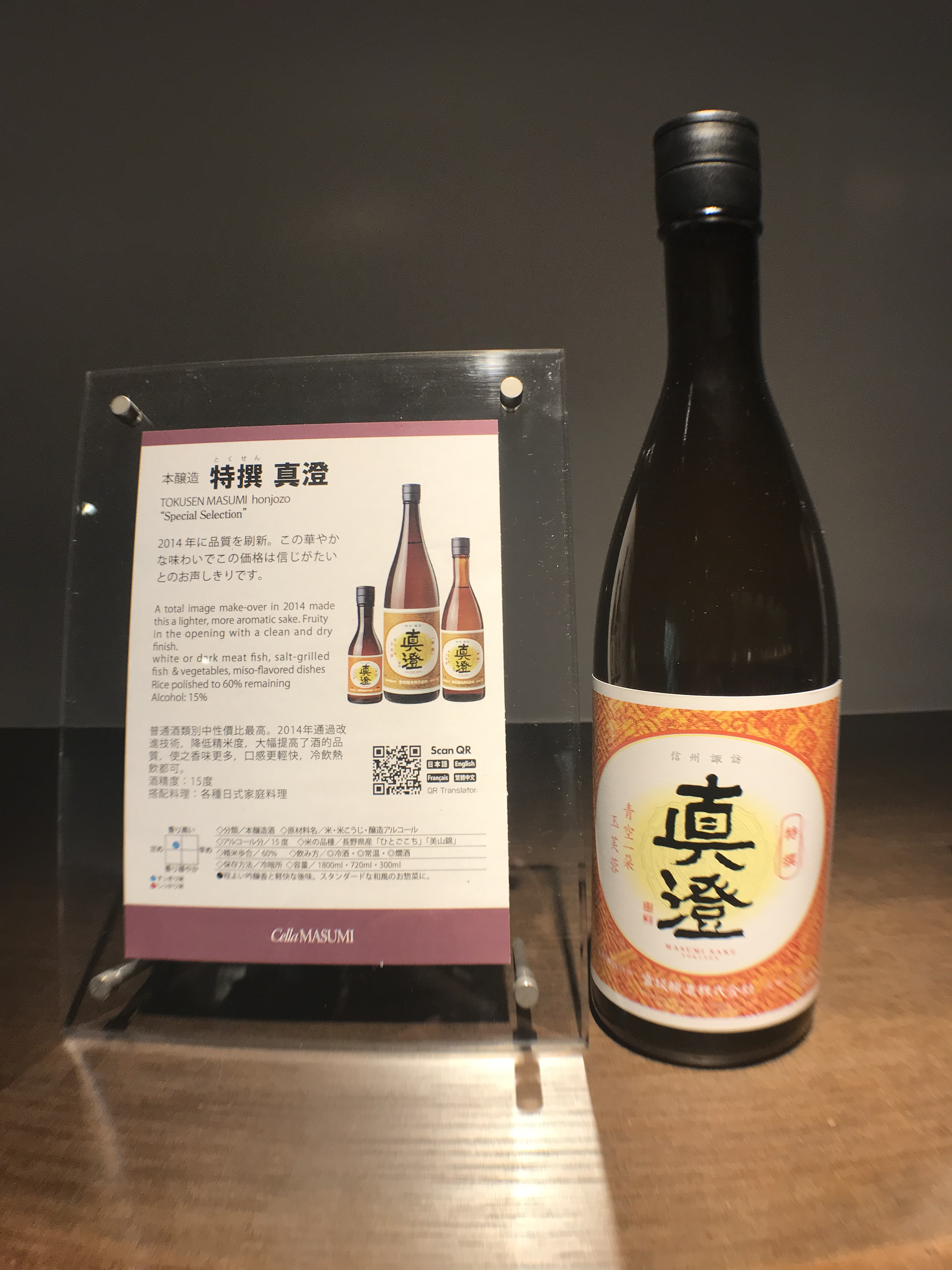
本醸造「特撰 真澄」

### 日本酒

#### 純米大吟醸酒
- 純米大吟醸 夢殿
- 山廃純米大吟醸 七號
- 純米大吟醸 山花

#### 純米吟醸酒
- 純米吟醸 うすにごり
- 純米吟醸 あらばしり
- 山廃純米吟醸 真朱 AKA
- 純米吟醸 漆黒KURO
- 純米吟醸 白妙SHIRO
- 純米吟醸 辛口生一本

#### 純米酒
- 真澄 スパークリング
- 真澄 スパークリング Origarami
- 純米酒 茅色KAYA
- 純米酒 奥伝寒造り

#### 本醸造酒
- 本醸造 特撰 真澄

#### 普通酒
- 銀撰 真澄
- 銀撰 パック
- 銀撰 パールライトカップ
- 辛口ゴールド 真澄

#### 焼酎・リキュール
- 粕とり焼酎 すみ
- うめ酒
- ゆず酒

#### 糀あま酒
- 真澄 糀あま酒
- 真澄 糀あま酒 るばーぶ
- 真澄 糀あま酒 ざっこく

## 過去の商品

### 日本酒
- 家伝手造り
- 花まる
- 純米 生酒
- 純米吟醸 吉福金寿
- 純米吟醸 すずみさけ
- 純米吟醸 ひやおろし
- 突釃
- YAWARAKA TYPE-1

### 焼酎・リキュール
- 澄
- SUMI
- まるめろ酒
- 梅酒

## 受賞歴

### 全国新酒鑑評会
平成14酒造年 - 29酒造年
- 「真澄」金賞受賞 - 平成29年受賞